# La Mouille
La Mouille foi uma comuna francesa na região administrativa de Borgonha-Franco-Condado, no departamento de Jura. Estendia-se por uma área de 8,06 km². Em 2010 a comuna tinha 317 habitantes (densidade: 39,3 hab./km²).
Em 1 de janeiro de 2016, passou a formar parte da nova comuna de Hauts de Bienne.